# الحمام (النادرة)

تعديل مصدري - تعديل

الحمام محلة تابعة لقرية بسال، التابعة لعزلة الفجرة بمديرية النادرة إحدى مديريات محافظة إب في الجمهورية اليمنية، بلغ تعداد سكانها 94 حسب تعداد اليمن لعام 2004.